# Lothar von Richthofen
Lothar-Siegfried Freiherr von Richthofen (Breslau, 27 september 1894 - Hamburg, 4 juli 1922) was een Duits jachtpiloot in de Eerste Wereldoorlog.

## Beginjaren
Lothar von Richthofen werd geboren als derde van vier kinderen. Zijn ouders waren de cavalerieofficier Albrecht Freiherr von Richthofen (1859–1920) en zijn gade Kunigunde von Schickfus und Neudorff (1868–1962). Hij was een nazaat van de Pruisische veldmaarschalk Leopold I van Anhalt-Dessau. Zijn broers waren Manfred von Richthofen (1892–1918) en Bolko Karl Alexander von Richthofen (1903–1971) en zijn zuster Elisabeth Therese Luise Marie von Richthofen (1890–1963).

## Eerste Wereldoorlog
Bij het begin van de Eerste Wereldoorlog zat Von Richthofen op de militaire school te Danzig. Hij trok met het Dragoner-Regiment "von Bredow" (1. Schlesisches) Nr. 4 naar het front. Op voorstel van zijn oudste broer Manfred ging hij in 1915 bij de luchtmacht en volgde hij een opleiding als piloot. In Kagohl 4 vloog hij als waarnemer mee met Carl Bolle. In maart 1917 ging hij op aandringen van zijn broer naar Jagdstaffel 11. Op 24 maart 1917 vlogen de broers voor het eerst samen. In zes weken schoot Lothar 20 vliegtuigen neer. Op 7 mei 1917 schoot Lothar de Britse piloot Albert Ball neer.
Lothar en Manfred von Richthofen werden op 26 december 1917 als waarnemer naar de onderhandelingen voor het Verdrag van Brest-Litovsk naar Brest-Litovsk gestuurd. Omdat de onderhandelingen voortijdig afgebroken werden, mochten de broers gaan jagen in de wouden van Białowieża-Nationalpark, een exclusief jachtrevier van de Russische tsaar. Toen de onderhandelingen weer voortgingen verbleven beide broers tot midden januari 1918 op de onderhandelingsplaats. Lothar werd dan teruggeroepen naar zijn eskader. Bij het einde van de oorlog telde hij 40 overwinningen. In verhouding tot het aantal gevlogen missies boekte hij meer overwinningen dan zijn broer Manfred.

## Na de oorlog
Na de oorlog trouwde Von Richthofen op 5 juni 1919 te Cammerau met Doris Katharina Margarete Magdalene Gräfin von Keyserlingk. Ze kregen twee kinderen: Carmen Viola in 1920 en Wolf Manfred in 1922. Vanaf 1921 werd hij eenvoudig post- en verkeerspiloot bij de Deutsche Luft-Reederei. Bij een vlucht van Berlijn naar Hamburg stortte hij op 4 juli 1922 neer bij de landing en hij stierf dezelfde dag. De meevliegende actrice Fern Andra raakte zwaargewond, maar overleefde.

## Decoraties
- Pour le Mérite op 14 mei 1917 (voor zijn 24ste luchtoverwinning)[2][3]
- IJzeren Kruis 1914, 1e klasse (16 maart 1916) en 2e klasse (10 oktober 1914)
- Ridderkruis in de Huisorde van Hohenzollern met Zwaarden in 10 mei 1917[4]
- Militär-Flugzeugführer-Abzeichen (Pruisen)
- Kruis der Vierde Klasse in de Orde van Militaire Verdienste (Beieren) met Zwaarden
- Hanseatenkruis van Hamburg
- Liyakat Medaille in zilver met sabels
- IJzeren Halve Maan
- Gewondeninsigne 1918 in zilver